# Haraz
Le Haraz est un fleuve du nord de l'Iran dans le Mazandéran. 

## Géographie
Il prend sa source sur les pentes du mont Damavand, à environ 3 500 mètres d'altitude, traverse la ville d'Amol et se jette dans la mer Caspienne à moins vingt-cinq mètres. Ce fleuve marque l'une des rares vallées à couper l'Elbourz. Son cours est de 150 kilomètres de longueur.
Les villes traversées par le fleuve depuis sa sourceTang-e-Taizan sont:
- Tang-e-Taizan
- Ask
- Fireh Delarestaq
- Kharud Kahin
- Mahalleh
- Torrak Kala
- Kateh Posth
- Amol
- Lati-Kala
- Sorkh Roud

## Faune
Le fleuve est fort poissonneux en comparaison avec d'autres cours d'eau de la région.